# Boheemse Opstand (1618-1620)
De Boheemse Opstand (Duits: Böhmischer Aufstand; Tsjechisch: České stavovské povstání) van 1618 tot 1620 was een door protestantse Boheemse edelen geleide opstand tegen het bestuur van de katholieke koning Ferdinand II van Habsburg. De opstand vormt de beginfase van de Dertigjarige Oorlog.

## Verloop
De opstand begon op 23 mei 1618 na de Defenestratie van Praag, waarbij twee vertegenwoordigers van koning Ferdinand door een aantal edelen uit een raam van de Praagse burcht geduwd werden. De opstand breidde zich in de loop van 1618 uit over heel Bohemen, maar ook over Silezië, Lausitz en Opper-Oostenrijk en verder in 1619 over Moravië en Neder-Oostenrijk. Vanaf half september 1618 belegerde Ernst von Mansfeld met een leger van Zwitserse huurlingen de stad Pilsen waar veel katholieken hun toevlucht hadden gezocht. Nadat het protestantse leger versterking had gekregen van Silezische troepen, slaagde het er op 25 november in de stad in te nemen. Ferdinand II koos de ervaren Karel Bonaventure van Longueval, graaf van Bucquoy om zijn leger te leiden. Dit leger verloor een eerste gevecht bij Lomnice tegen een leger van de protestanten, geleid door Heinrich Matthias von Thurn, op 9 november 1618. Bucquoy trok zich terug in afwachting van versterkingen.
De opstandelingen zetten Ferdinand II af en kozen in zijn plaats Frederik V van de Palts tot hun nieuwe koning. Deze beschikt niet over veel oorlogservaring maar was wel verwant aan veel Europese vorstenhuizen. Nochtans kregen de opstandelingen in eerste instantie niet veel steun. Savoye verleende financiële steun en enkel Gabriël Bethlen, de calvinistische vorst van Transsylvanië trok met een leger westwaarts op.
In 1619 belegerde Thurn de stad Wenen en Mansfeld belegerde České Budějovice. Die laatste moest zijn beleg opheffen nadat zijn leger op 10 juni verslagen werd door het leger van Bucquoy in de Slag bij Záblati. Hierop gaf Thurn de belegering van Wenen op en trok zich terug in Bohemen. Op 5 augustus versloeg een protestants leger een Habsburgs leger in de Slag bij Dolní Věstonice en zo konden de protestanten de controle over Moravië behouden. 
Ferdinand II zocht steun enerzijds bij de Katholieke Liga en anderzijds bij zijn Habsburgse verwanten in Spanje. De Katholieke Liga verzamelde eind 1619 in Würzburg een leger van 21.000 man voetvolk en 4.000 ruiters onder leiding van de ervaren veldheer Johan t'Serclaes, graaf van Tilly. De Protestantse Unie verkoos daarentegen neutraal te blijven. Johan Georg van Saksen, een van de machtigste Duitse, protestantse vorsten, koos in de Mühlhausense Vorstendag van maart 1620 zelfs openlijk partij voor de keizer. Vervolgens viel hij de Opper- en Neder-Lausitz binnen om deze te annexeren.
In februari 1620 nam de keizer een groot aantal Kozakken aan. Met hun hulp slaagde Bucquoy erin het Boheemse leger uit Langenlois en Krems an der Donau te verdrijven. In maart probeerde hij in het noorden een doorgang naar Bohemen te forceren. Dit mislukte echter. Op 13 maart trok het keizerlijke leger zich weer terug in Langenlois, achterna gezeten door de Bohemers, waarbij Bucquoy grote verliezen leed. Deze "overwinning" had echter geen blijvend voordeel voor het Boheemse leger. Wel wist opperbevelhebber Anhalt 18-19 maart het Oostenrijkse grensstadje Retz te veroveren.
Op 28 maart reisde Hohenlohe naar Praag om betere betaling van de troepen te vragen, maar hij werd met lauwheid ontvangen en kreeg van de koning alleen maar mooie woorden. De regering besloot Mansfeld naar Oostenrijk te sturen, omdat deze beter in staat zou zijn het verzwakte keizerlijke leger te verslaan. Op 5 april vertrok Anhalt naar Bohemen en werd tijdelijk vervangen door Thurn. Dit geschuif van opperbevelhebbers zorgde ervoor dat de troepen wat onrustig werden en dat ondercommandanten, zoals veldmaarschalk Leonhard Colonna van Fels, zich steeds onafhankelijker gingen gedragen. Dit zou een van de redenen kunnen zijn voor de nederlaag die Bohemen liep tijdens de Slag bij Sitzendorf, waarbij 600 Bohemers en Moraviërs sneuvelden, onder wie Van Fels zelf.
Op 21 september 1620 bereikte het leger van de Katholieke Liga onder leiding van Maximiliaan van Beieren Boheems grondgebied. De Bohemers trokken naar het noorden, waarbij ze op grote schaal de tactiek van de verschroeide aarde toepasten. Hierdoor had het keizerlijke leger in Zuid-Bohemen vrij spel en wisten ze de ene na de andere stad in te nemen. Dit ging vaak gepaard met moord en plundering, zoals bij het beleg van Prachatice, waar meer dan 900 slachtoffers vielen, waaronder ook vrouwen en kinderen. Het Boheemse leger werden in november 1620 verslagen in de Slag op de Witte Berg, waarna de opstand uiteen viel. Frederik V ontvluchtte Praag, maar zette de strijd voort, waarna de oorlog zich verplaatste naar het Rijnland.

## Gevolgen
Er volgden vele executies van protestantse opstandelingen en honderdduizenden mensen ontvluchtten Bohemen. 60% van het land werd geconfisqueerd en toebedeeld aan de Habsburgse keizer en zijn officieren. Alle steden kregen een katholiek bestuur en het bestuur van de Universiteit van Praag kwam in handen van de jezuïeten.